# Ambele jezik
Ambele jezik (ISO 639-3: ael), jedan od tri zapadnih momo jezika, šire Wide Grassfields skupine, kojim govori 2 600 ljudi (2000 SIL) u jedanaest sela u kamerunskoj provinciji North West (Province du Nord-Ouest).
Srodan je jeziku atong ili busam.

## Vanjske poveznice
- Ethnologue (14th)
- Ethnologue (15th)